# Stolas: Book of Angels Volume 12

Stolas: Book of Angels Volume 12 est un album de John Zorn joué par le groupe Masada Quintet comprenant Joe Lovano, sorti en 2009 sur le label Tzadik. Les compositions sont de John Zorn.

## Titres
| 1.    | Haamiah  | 4:20  |
| 2.    | Rikbiel  | 5:47  |
| 3.    | Psisya   | 8:26  |
| 4.    | Sartael  | 4:50  |
| 5.    | Tashriel | 4:03  |
| 6.    | Rahtiel  | 7:56  |
| 7.    | Tagriel  | 13:30 |
| 8.    | Serakel  | 5:06  |
| 9.    | Rigal    | 8:59  |
| 62:57 |          |       |

## Personnel
- Joey Baron: batterie
- Uri Caine: piano
- Greg Cohen: basse
- Dave Douglas: trompette
- Joe Lovano: saxophone ténor
- John Zorn: saxophone alto sur Rahtiel